# Matthäus Blöchinger

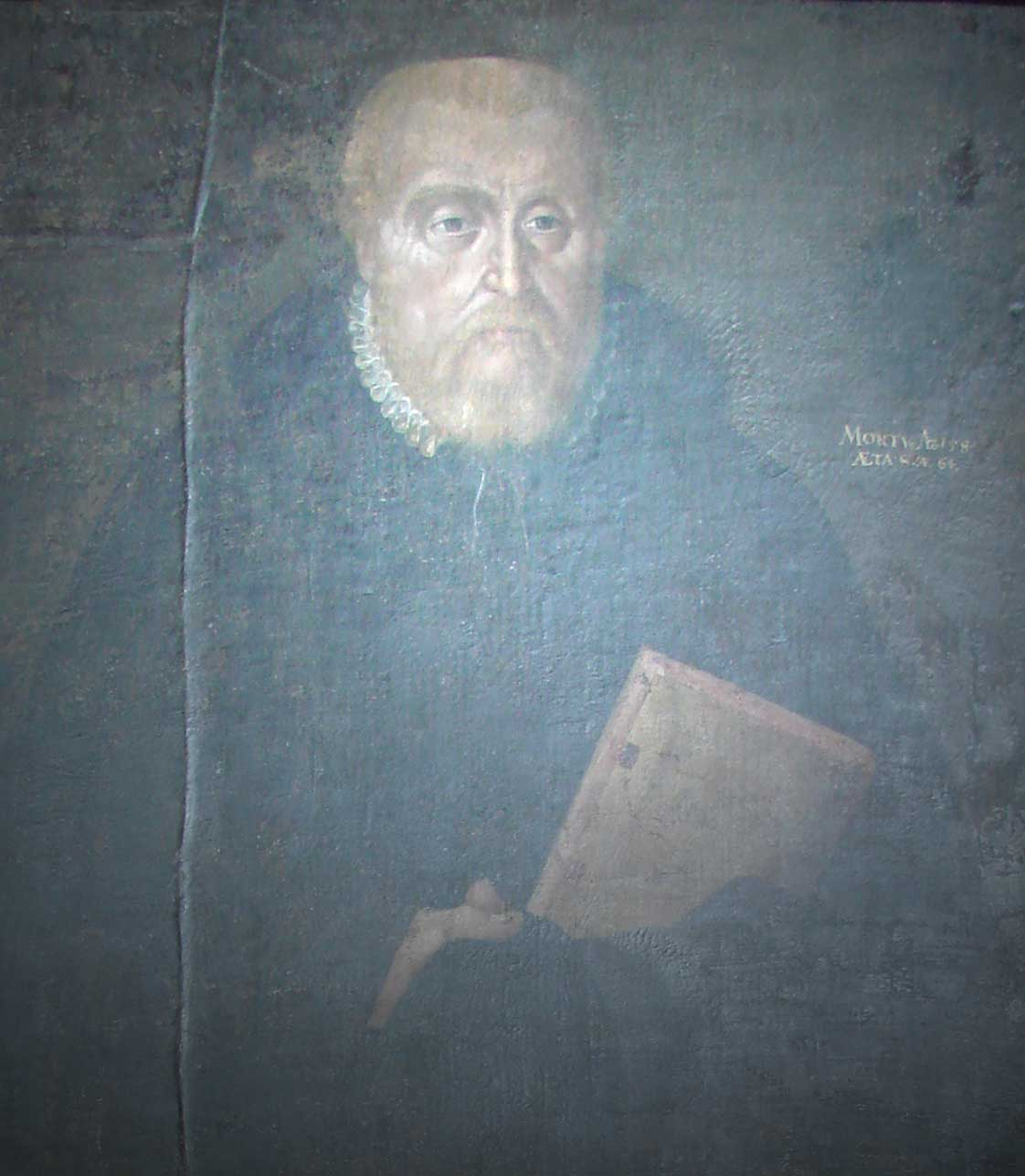
Matthäus Blöchinger

Matthäus Blöchinger (auch: Plochinger, Blochinger, Plöchinger, Blocher; * 1520 in Wittenberg; † 17. Dezember 1584 in Kemberg) war ein deutscher Mathematiker, Philologe und lutherischer Theologe.

## Leben
Matthäus Plochinger wurde als Sohn des Küsters an der Wittenberger Schlosskirche Georg (Matthäus) Blochinger und seiner Frau Anna († 26. Februar 1568 in Wittenberg) geboren. 1526 immatrikulierte man Blöchinger als Student unter dem Rektorat von Justus Jonas dem Älteren an der Universität Wittenberg. Nachdem er die vorbereitende Schule für ein Studium absolviert hatte, avancierte er am 28. April 1538 zum Baccalaureus und erwarb am 4. September 1544 den akademischen Grad eines Magisters der Weltweisheit. Am 1. Mai 1545 fand er Aufnahme in den Senat der philosophischen Fakultät und wurde nach der Wittenberger Kapitulation Professor an der philosophischen Fakultät. Er unterrichtete in der pädagogischen Professur lateinische Grammatik.
Nachdem Sebastian Theodoricus 1560 an die Professur der höheren Mathematik aufgerückt war, wechselte er auf dessen besser bezahlte Professur der niederen Mathematik. Blochinger strebte eine hoch geachtete theologische Stellung an. Bereits in frühen Studienzeiten besuchte er die theologischen Vorlesungen von Martin Luther, Justus Jonas des Älteren und Johannes Bugenhagens. Dabei erwarb er solche Fähigkeiten, dass ihm 1565 die außerordentliche theologische Professur der hebräischen Sprache übertragen wurde. In seiner Wittenberger Hochschullehrerzeit bekleidete er im Wintersemester 1553, sowie 1568 das Dekanat und ebenfalls im Wintersemester 1557 das Amt des Rektors der Wittenberger Akademie.
Nachdem Matthias Wanckel als Propst und erster Superintendent von Kemberg gestorben war, übertrug der Kurfürst von Sachsen Blöchinger dessen Nachfolge. Zu diesem Zweck wurde Plochinger am 10. April 1571 durch Friedrich Widebram in Wittenberg ordiniert und am 14. April 1571 in Gegenwart der Abgesandten der Wittenberger Hochschule, sowie Vertretern des Wittenberger Konsistoriums in sein Amt eingewiesen. Während seiner Amtszeit erlebte Blochinger unter anderem 1574 den Konvent in Torgau und die Vereidigung auf die Konkordienformel. Beide Glaubensbekenntnisse unterschrieb er und bekannte sich damit zur lutherischen Orthodoxie.
Neben seinen Predigten in der Kemberger St. Marienkirche unterrichtete er die ihm unterstellten Pfarrer und beaufsichtigte die Schulen der Kemberger Ephorie.

## Familie
Blochinger war zwei Mal verheiratet. Seine erste Ehe war seine war vor 1557 mit Maria N.N. († 6. März 1570 in Wittenberg) eingegangen. Seine zweite Ehe ging er am 6. Februar 1571 in Wittenberg mit Anna Vogel, die Tochter des gestorbenen Jacob Vogel aus Torgau ein. Aus diesen Ehen sind bekannt:
1. Georgius Blochinger † 1558 in Wittenberg
2. Anna Blochinger ⚭ 27. Juni 1587, den Studenten Johann Hau aus Halle, 2. Ehe Sylvester Köthmann (Cöleman) Pf. in Rotta und Meuro
3. Elisabeth Blochinger * 16. Januar 1562 in Wittenberg ⚭ 31. Oktober 1581 in Wittenberg den Diakon M. Andreas Jagenteufel
4. Dorothea Blochinger ⚭ Daniel Parnier (Parninus), Bürgermeister Kemberg
5. Ernst Blochinger * 17. Januar 1564 in Wittenberg
6. Johannes Blochinger * 18. Dezember 1565 in Wittenberg
7. Jacobus Blochinger * Kemberg, 23. Mai 1586 UWB, Prokurator in Wurzen
8. Tochter N.N. ⚭ Johann Amseder, Pfarrer in Rotta.

In der Kemberger St. Marienkirche stifteten ihm seine Nachfahren ein hölzernes Epitaph am nördlichen Pfeiler vor dem Altar mit seinem Abbild im Alter von 64 Jahren (seinem Todesjahr) und der Aufschrift:
Hanc effigiem Reverendi, Clarissimi & Doctissimi Viri, Domini Matthaei Blochingeri, olim Professoribus Matheseos Wittebergae Ann. XXIII. Publici, & Praepositi ac Superintendentis hujus ecclesiae Kembergensis An. X fidelissmi, renovari curaverunt, & denuo vere omnibus innotescere voluerunt Genri ejus, M. Sylvester Colemannus, ante biennium An. XIII. Rottaviensis, jam Meuroviensis ecclesiae Pastor: & Daniel Parnirus, Consul hujus Civitatis, mariti honestissimarum feminarum; Annae & Dorotheae Blochinger arum; nec non idem nobiscum ex animo voluti Filius germanus, Jacobus Blochingerus, civis & Procurator communis dioeceseos Würzensis, cujus optimi, serque bene meriti Virianima sit in benedictone divina, & tum pietas, tum excellentia in optimum omnium sempiterna memoria. IV. Non. Novembre Anno Christi 1621